# Matyjaszki
Matyjaszki (deutsch Mathiashof) ist ein Ort in der polnischen Woiwodschaft Ermland-Masuren. Er gehört zur Gmina Bartoszyce (Landgemeinde Bartenstein) im Powiat Bartoszycki (Kreis Bartenstein (Ostpr.)).

## Geographische Lage
Matyjaszki liegt in der nördlichen Mitte der Woiwodschaft Ermland-Masuren, 34 Kilometer südöstlich der früheren und heute auf russischem Staatsgebiet gelegenen Kreisstadt Friedland (russisch Prawdinsk) bzw. 15 Kilometer südöstlich der heutigen Kreismetropole Bartoszyce (deutsch Bartenstein).

## Geschichte
Das einstige Matheashof – nach 1785 Mathiashoff, nach 1820 Mathiashof genannt – war ein Vorwerk und bis 1928 ein Wohnplatz des Gutsbezirks Groß Schwansfeld (polnisch Łabędnik) und ab 1928 ein Wohnplatz der Landgemeinde Groß Schwansfeld im ostpreußischen Kreis Friedland (ab 1927: Kreis Bartenstein). Im Jahre 1905 zählte Mathiashof 59 Einwohner.
Als 1945 in Kriegsfolge das gesamte südliche Ostpreußen zu Polen kam, erhielt Mathiashof die polnische Namensform „Matyjaszki“. Heute ist der kleine Ort ein Teil der Landgemeinde Bartoszyce (Bartenstein) im Powiat Bartoszycki (Kreis Bartenstein (Ostpr.)), von 1975 bis 1998 der Woiwodschaft Olsztyn, seither der Woiwodschaft Ermland-Masuren zugehörig.

## Religion
Christentum
Bis 1945 war Mathiashof in die evangelische Dorfkirche Groß Schwansfeld (polnisch Łabędnik) in der Kirchenprovinz Ostpreußen der Kirche der Altpreußischen Union, außerdem in die römisch-katholische Kirche St. Bruno in Bartenstein (polnisch Bartoszyce) im damaligen Bistum Ermland eingepfarrt.
Heute gehört Matjaszki katholischerseits zur Pfarrei Łabędnik (Groß Schwansfeld) im jetzigen Erzbistum Ermland, sowie evangelischerseits zur Kirche in Bartoszyce, einer Filialkirche der Johanneskirche in Kętrzyn (Rastenburg) in der Diözese Masuren der Evangelisch-Augsburgischen Kirche in Polen.

## Verkehr
Matyjaszki liegt an einer Nebenstraße, die von Łabędnik (Groß Schwansfeld) an der polnischen Woiwodschaftsstraße 592 (frühere deutsche Reichsstraße 135) über Bajdyty (Beyditten) nach Łędławki (Linglack) führt. Eine Anbindung an den Bahnverkehr besteht nicht.